# Emsfors-Karlshammars naturreservat
Emsfors-Karlshammar är ett naturreservat i Oskarshamns och Mönsterås kommuner i Kalmar län i Småland.
Området är naturskyddat sedan 2014 och är 580 hektar stort. Reservatet omfattar en del av Emån med omkringliggande marker. Det består av våtmarker och sumpskogar samt hällmarkstallskogar, ädellövskogar och blandskogar.